# 引水管站
引水管站（羅馬化：Trubnaya）是莫斯科地鐵柳布林諾－德米特羅夫線的一個車站，開通於2007年8月30日，是引水管站延伸工程的一部分。在2010年6月之前，引水管站是柳布林諾－德米特羅夫線西北端的起點車站。
1. ↑  .   [2011-11-29]. （原始内容存档于2011-12-24）.